# Donald Healey Motor Company
Donald Healey Motor Company Limited était un constructeur automobile britannique.

## Histoire
La société Donald Healey Motor a été fondée en 1945 par Donald Healey, célèbre pilote de rallye et ingénieur automobile britannique. Pendant la Deuxième Guerre mondiale, il fait la rencontre de Achille Sampietro, un spécialiste de châssis pour voitures hautes performances, et Ben Bowden (en), un ingénieur carrosserie, avec lesquels il discute de conception de voitures sportives.

## Healey motorcars
Le marché visé par Healey avec sa nouvelle entreprise était celui des véhicules premiums, luxueux et performants. Il installa ses ateliers dans une ancienne usine de fabrication de pièces pour l'industrie aéronautique, située dans les environs de Miller Road à Warwick.
Il fut rejoint par la suite par Roger Menadue qui, après avoir longtemps travaillé chez Armstrong Whitworth, prit la direction de l'atelier. Plus tard, Healey installa un showroom sur l'emplacement d'un ancien cinéma sur Emscote Road, à Warwick. Ce showroom a disparu depuis, remplacé par une résidence baptisée Healey Court.
Les voitures étaient généralement équipées d'une version spécifique du bloc Riley 4 cylindres à double arbres à cames de 2,4 L, monté sur un châssis maison en acier léger, et muni d'une suspension avant indépendante constituée de ressorts hélicoïdaux, de bras oscillants en alliage et d'amortisseurs Girling de Lucas Industries. La suspension arrière était dotée d'un pont rigide et de ressort hélicoïdaux. La conception soignée et les réglages optimisés de l'ensemble assurait au véhicule un amortissement doux et une très bonne tenue de route. Le freinage était assuré par des freins hydrauliques Lockheed.
À son arrivée en 1948, la berline Elliott revendiqua le titre de la voiture de série à habitacle fermé la plus rapide au monde, en étant capable d'atteindre la vitesse de 168,5 km/h sur un 1,6 km. Le dessin de la carrosserie était l'œuvre de Benjamin Bowden (en) qui, chose unique pour l'époque, en avait longuement optimisé le profil en soufflerie pour une meilleure efficacité aérodynamique. Ce fut le début du design aérodynamique des carrosseries permettant de réduire la traînée, qui culmina plus tard avec le projet Zethrin Rennsport. En 1949, la plus sportive des Healey était annoncée : la Silverstone. Dotée d'un châssis court et d'une suspension rigide, elle était capable d'atteindre 172 km/h. La Silverstone reporta plusieurs victoires en compétitions, la Coupe des Alpes en 1947 et 1948 et les Mille Miglia en 1949. Très rare car fabriqué en peu d'exemplaires, ce modèle est très recherché ; beaucoup d'autres modèles Healy ont été convertis en répliques de Silverstone.

### Nash-Healey
Dans le cadre de la politique gouvernementale britannique de contrôle et de planification de l'après-guerre, il était requis des acteurs industriels qui augmenteraient de manière substantielle leur production de réserver une partie de cette augmentation au marché de l'exportation. Par conséquent, Healy fit développer un nouveau modèle de véhicule, le Nash-Healey, motorisé par le bloc Nash Ambassador équipé du carburateur SU (en) et d'une transmission Nash. Équipé à l'origine d'un bloc de 3 848 cm3, le Nash-Healey reçu, à l'occasion du transfert en 1952 de l'atelier de montage chez Pininfarina, un nouveau bloc de 4 138 cm3.

### Chiffres de production
Le dernier modèle de véhicule construit par Healey fut le type G à moteur et boîte Alvis. Plus luxueux et plus lourd que les autres modèles Healey à moteur Riley, le type G souffrait d'un déficit de performance.
| Modèle                            | Moteur                             | Production approx. | Année     |
| --------------------------------- | ---------------------------------- | ------------------ | --------- |
| Healey Westland Roadster          | Riley 4 cylindres 2 443 cm3        | 64                 | 1946-1950 |
| Healey Elliott Saloon             | Riley 4 cylindres 2 443 cm3        | 101                | 1946-1950 |
| Healey Sportsmobile               | Riley 4 cylindres 2 443 cm3        | 23                 | 1948-1950 |
| Healey Silverstone                | Riley 4 cylindres 2 443 cm3        | 104                | 1949-1950 |
| Healey Tickford Saloon            | Riley 4 cylindres 2 443 cm3        | 222                | 1950-1954 |
| Healey Abbott (en) Drophead Coupé | Riley 4 cylindres 2 443 cm3        | 77                 | 1950-1954 |
| Nash-Healey                       | Nash 6 cylindres 2443 ou 4 138 cm3 | 506                | 1950-54   |
| Healey G-Type Roadster            | Alvis 6 cylindres 2 993 cm3        | 25                 | 1951-1953 |

Modèles à moteur Riley
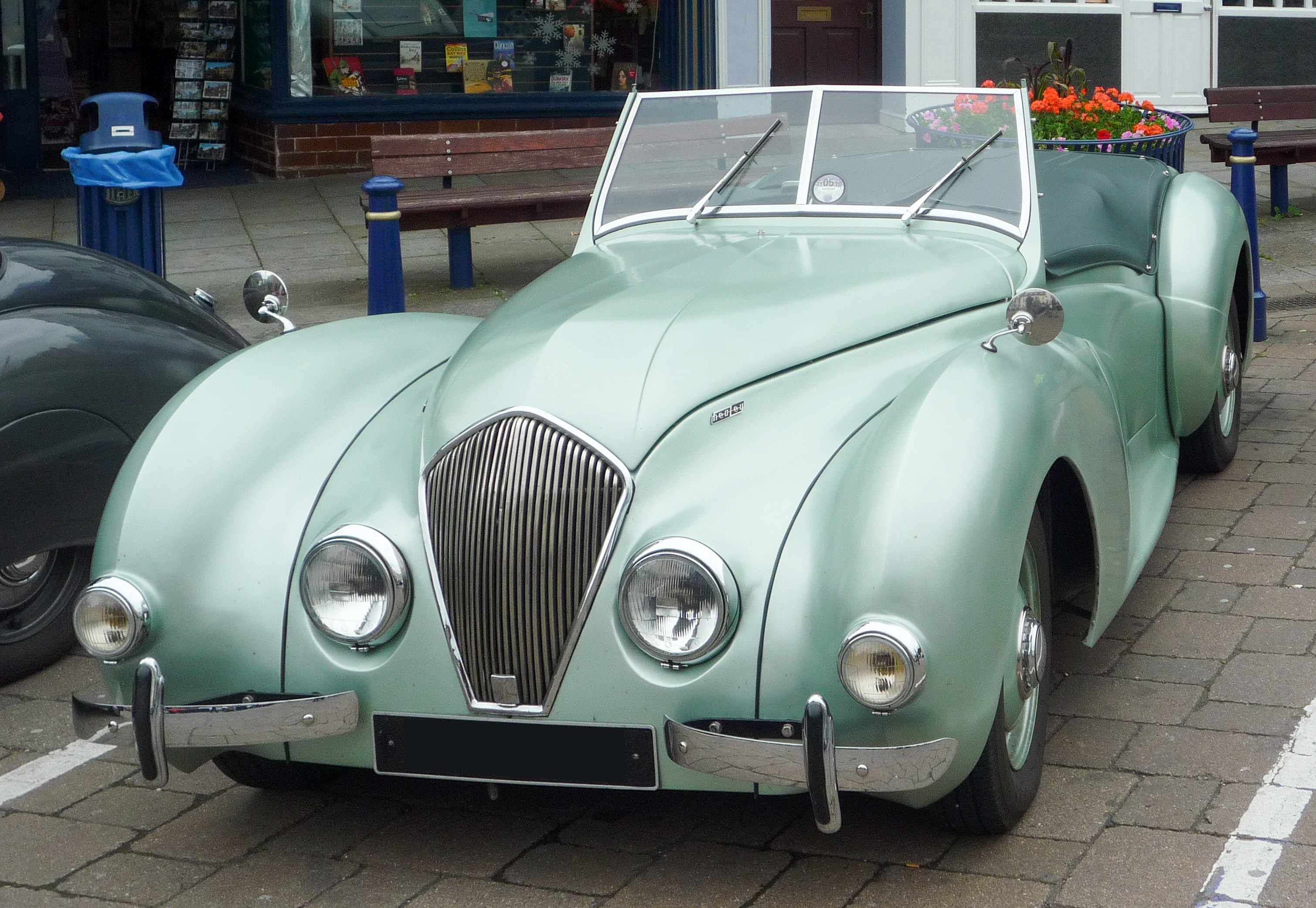
Westland (roadster, modèle 1949)
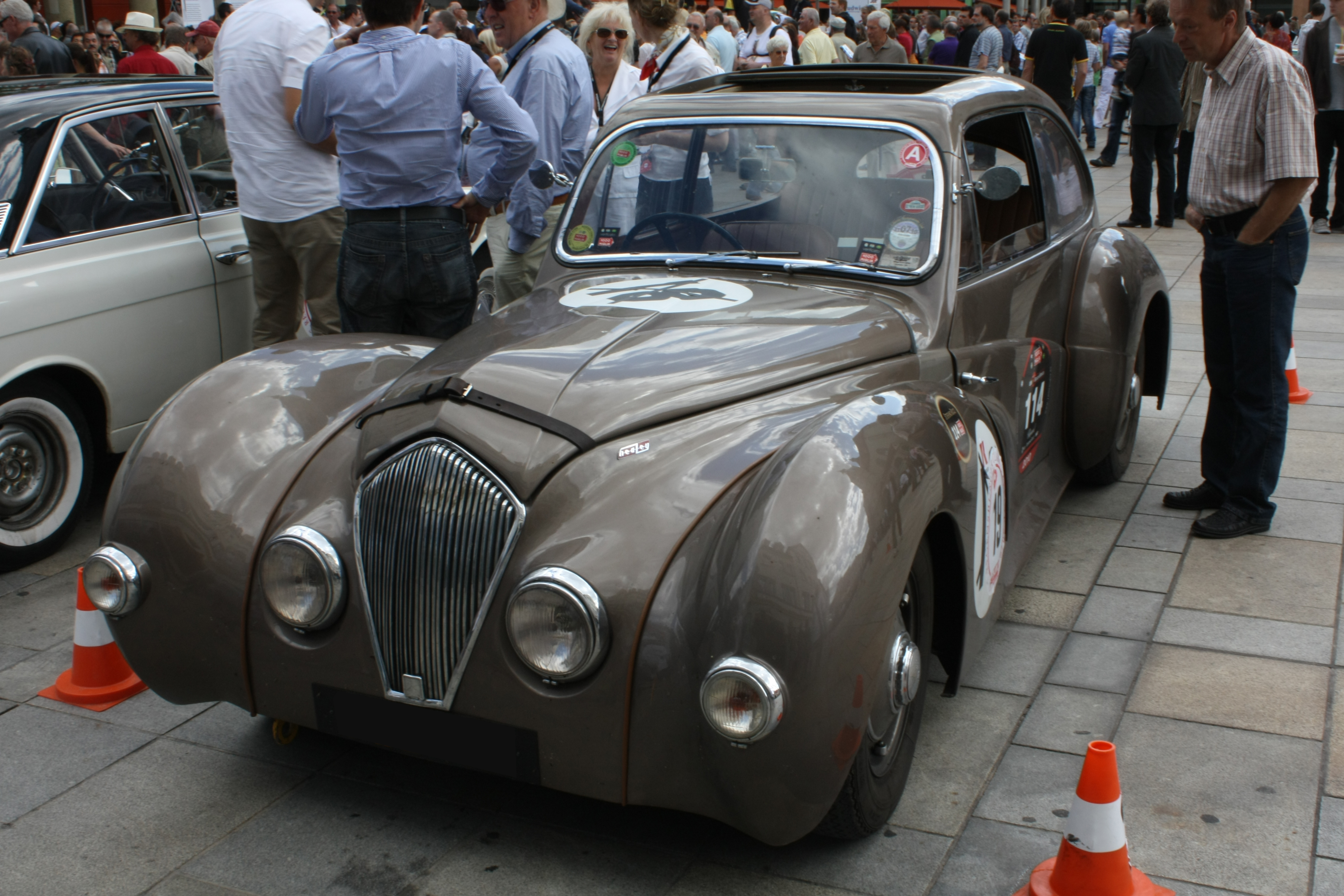
Elliott (berline)
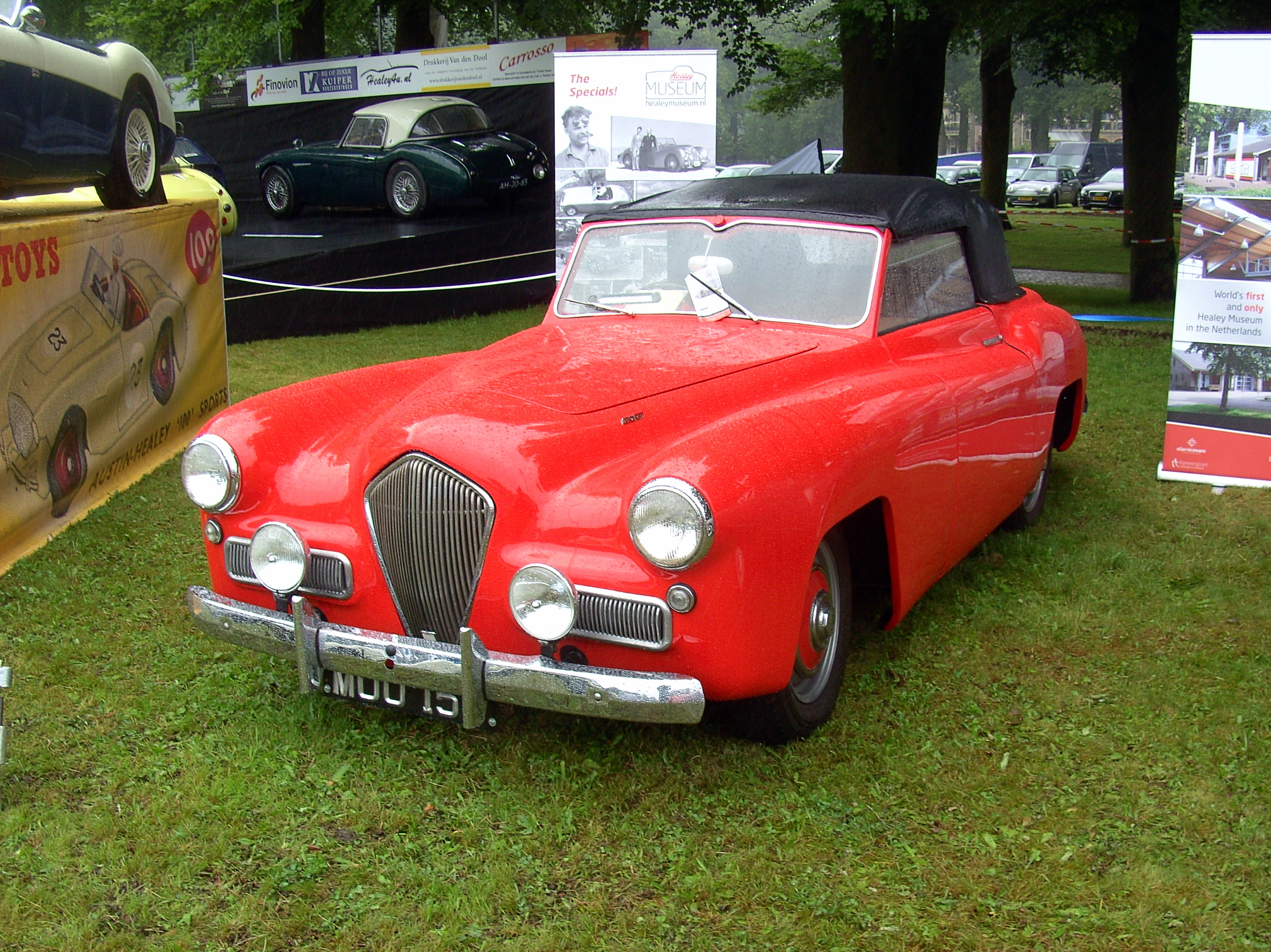
Sportsmobile (roadster, millésime 1947)
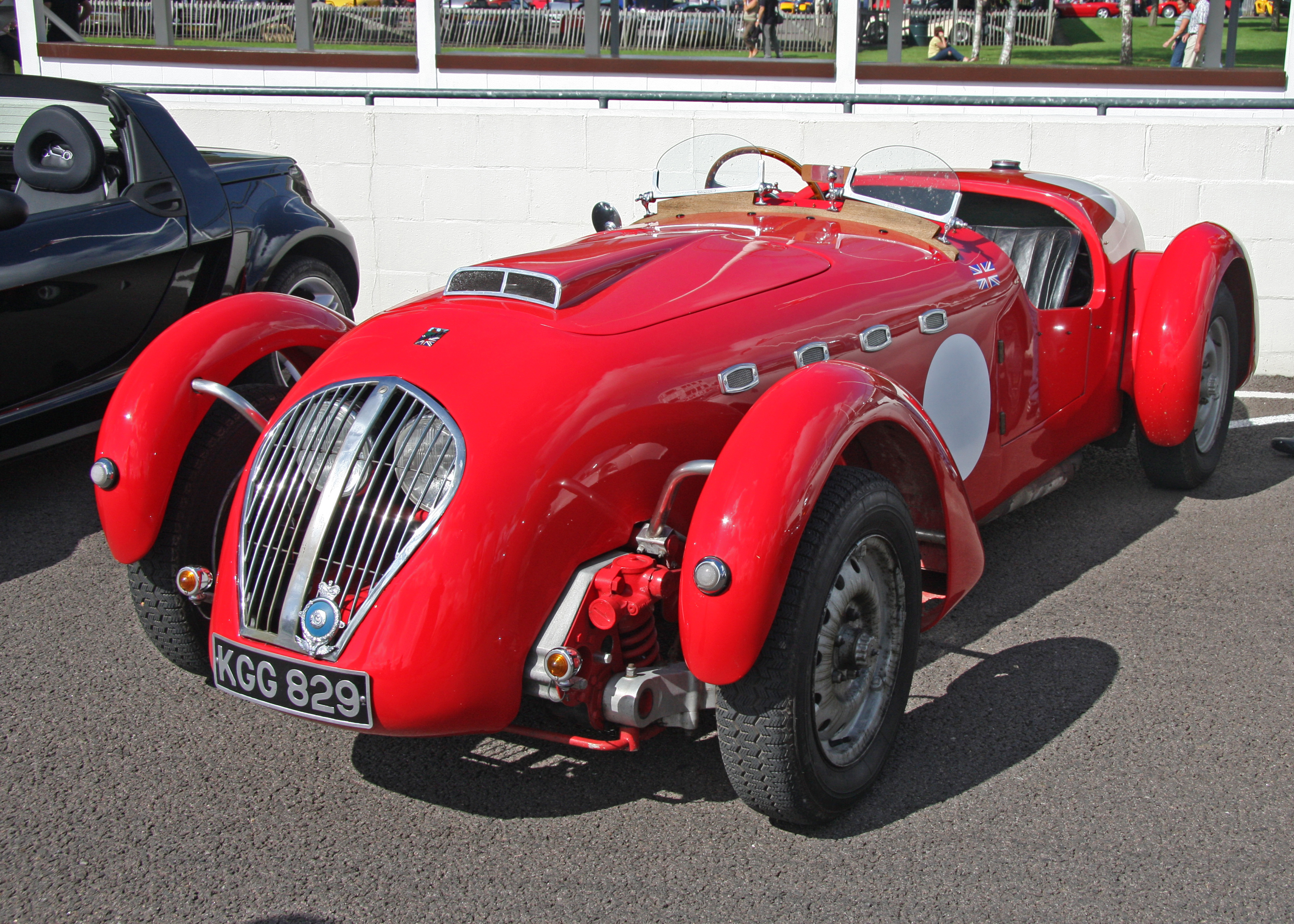
Silverstone (roadster)

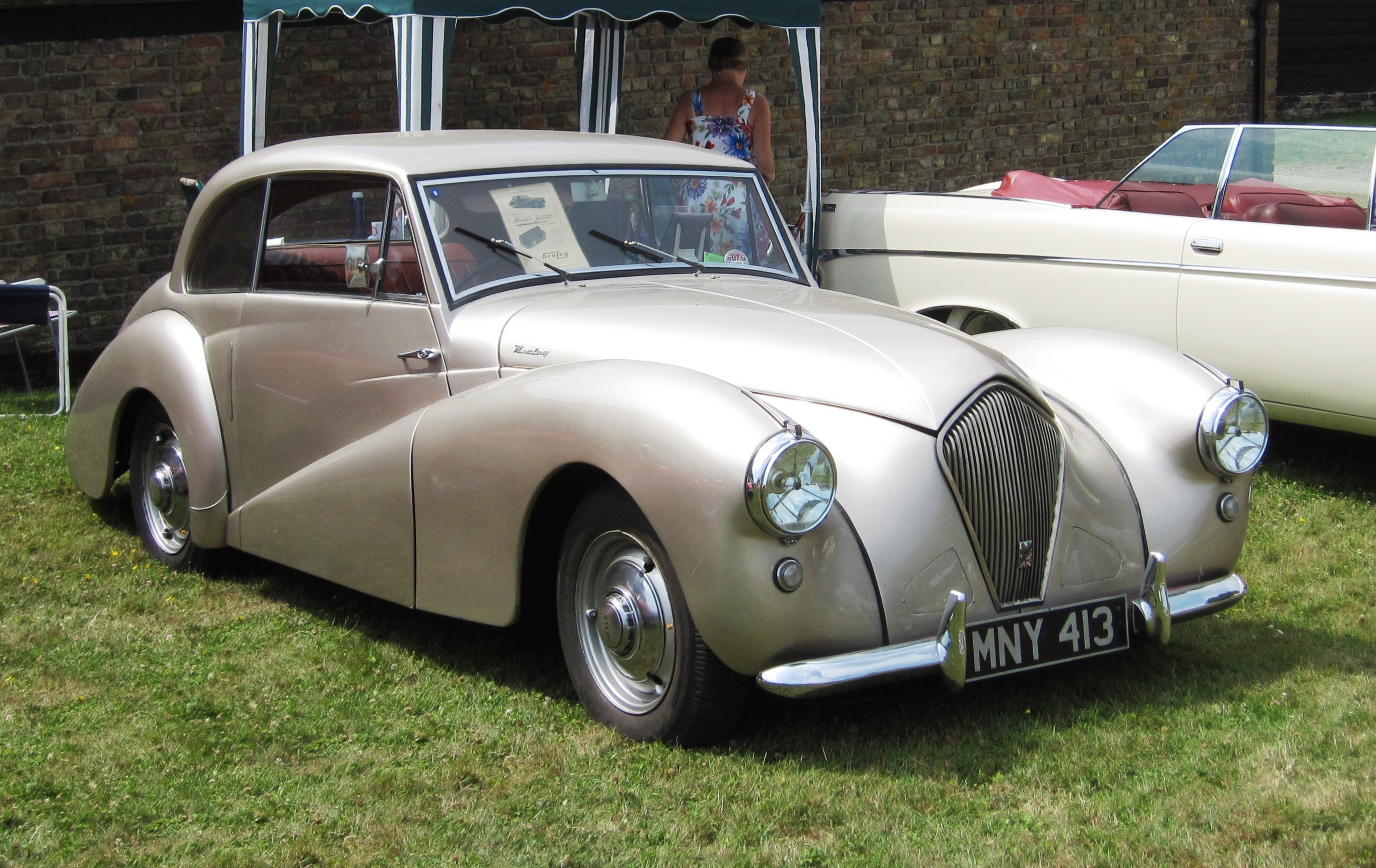
Tickford (berline 2 portes, modèle 1953)
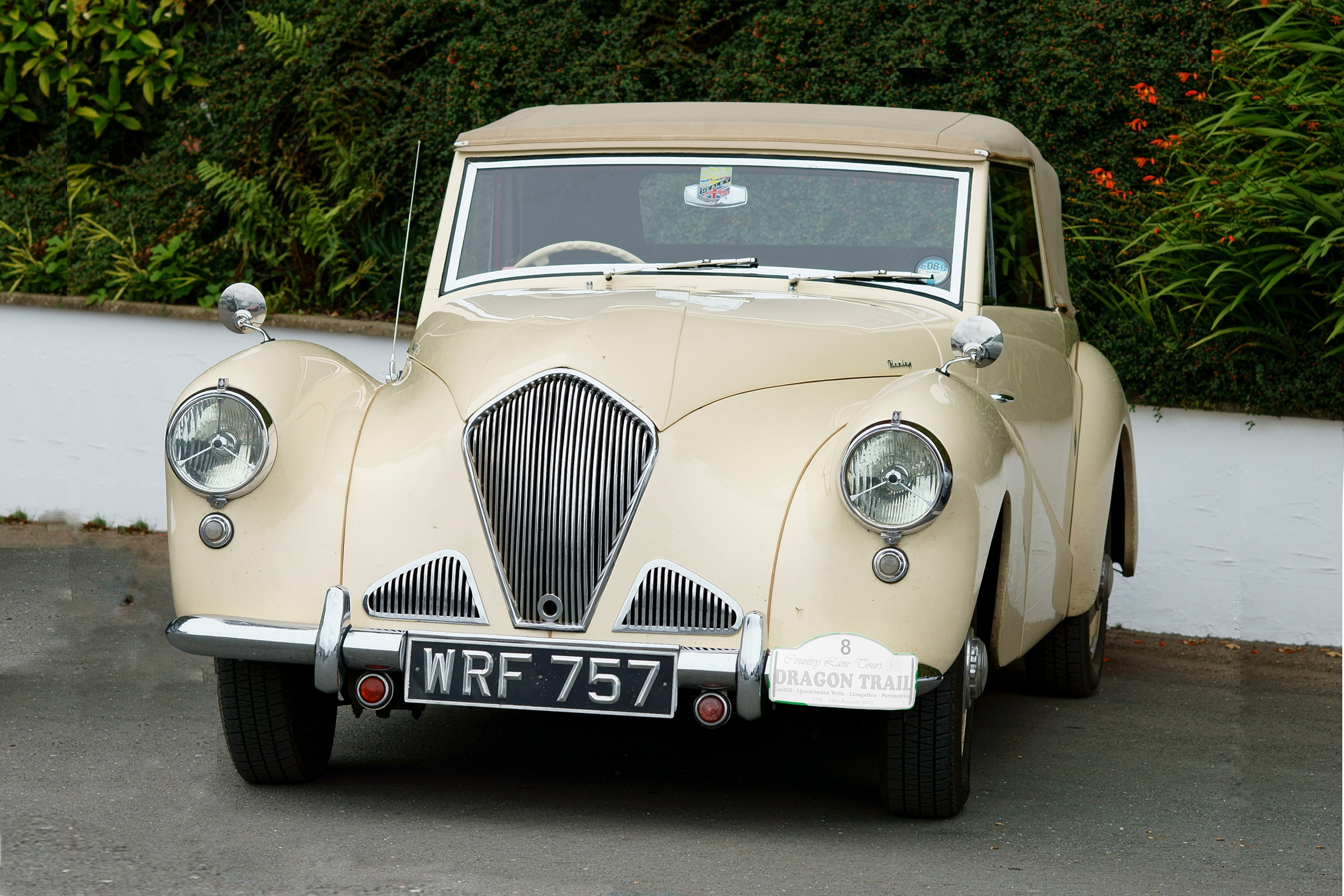
Abbott (coupé drophead, millésime 1952)
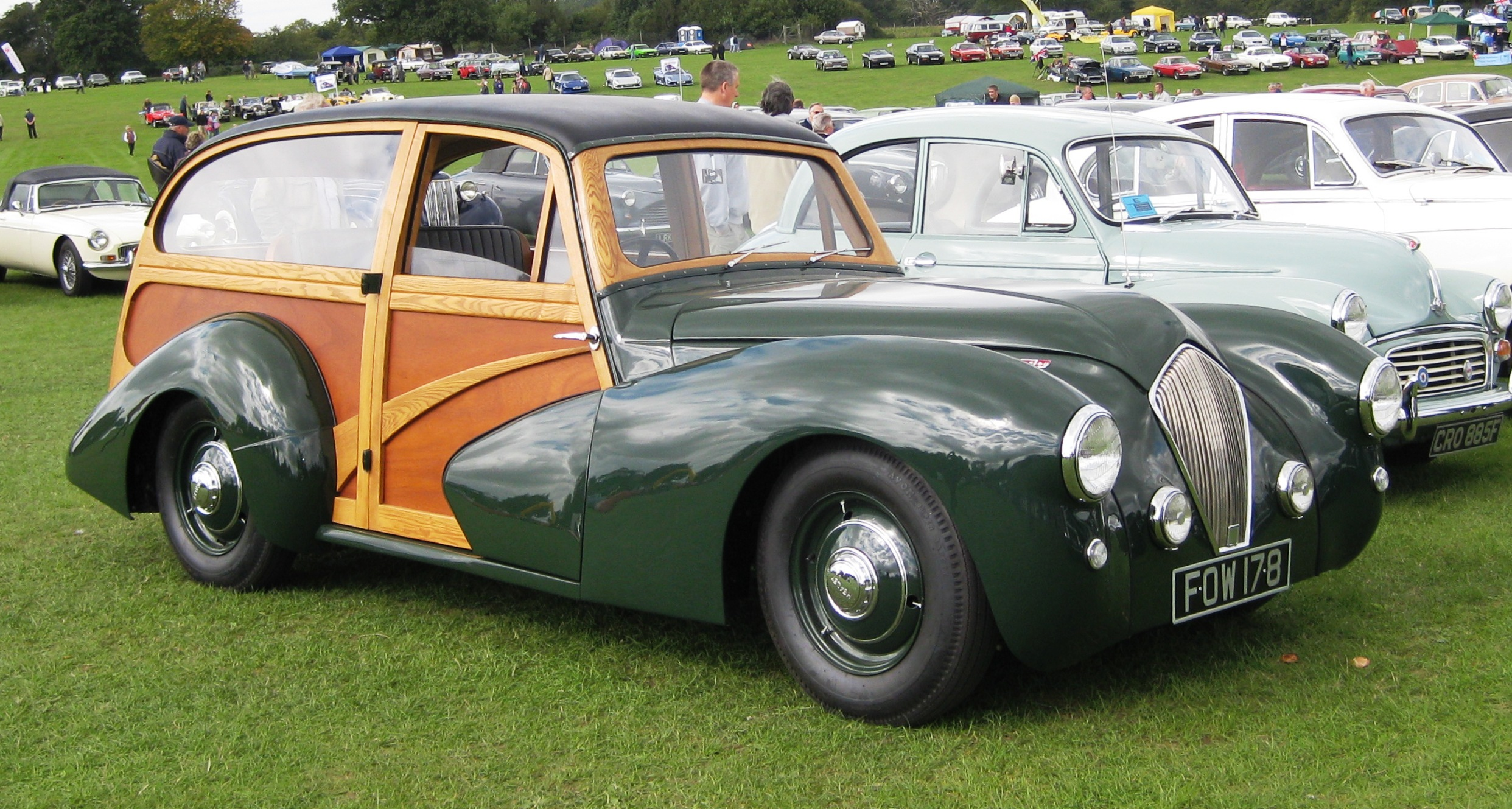
Westland (break de chasse à caisse en bois (« woody » break), vers 1950)

Modèles à moteurs Nash ou Alvis
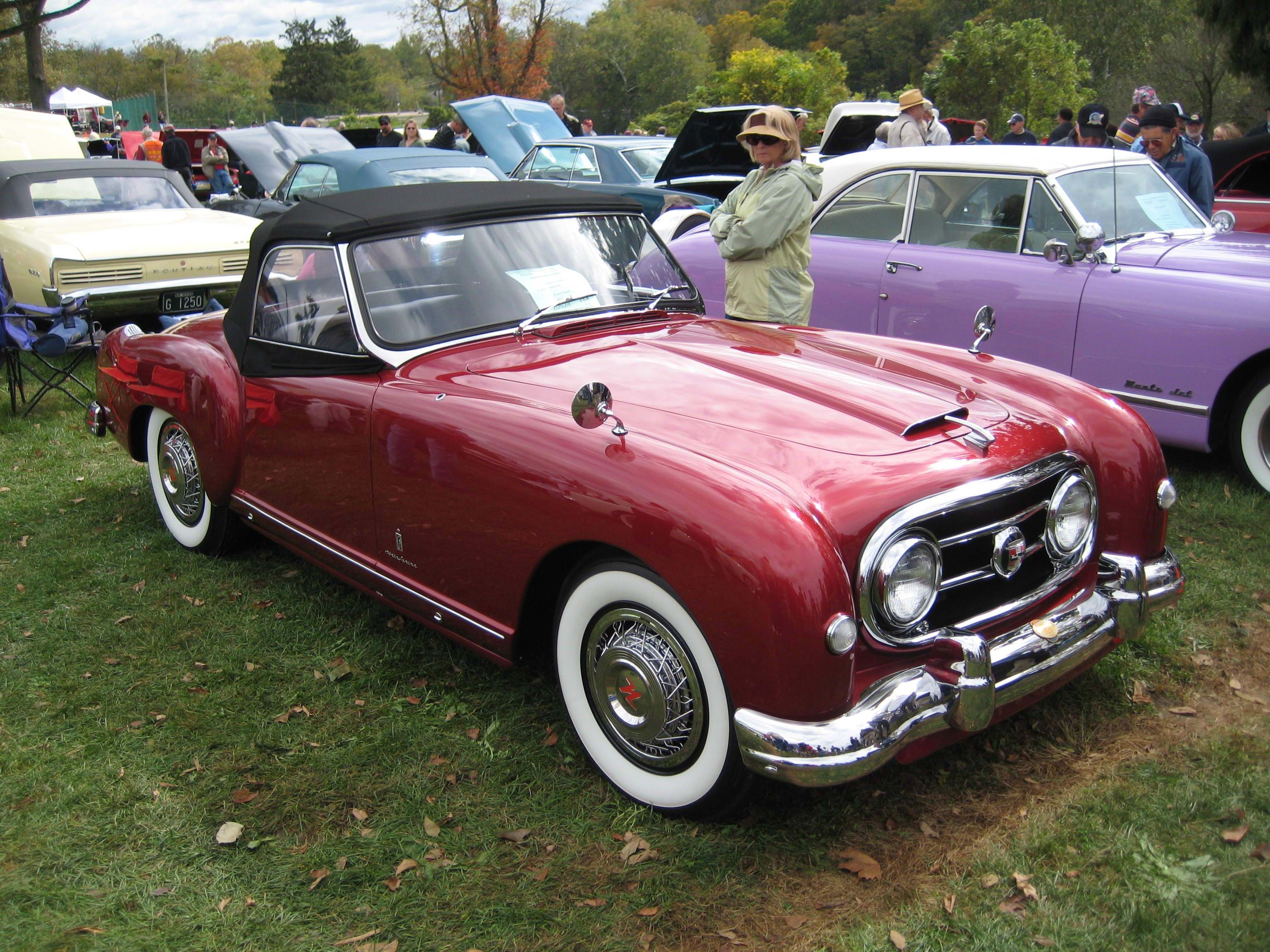
3.8-litre (roadster, bloc Nash Ambassador)
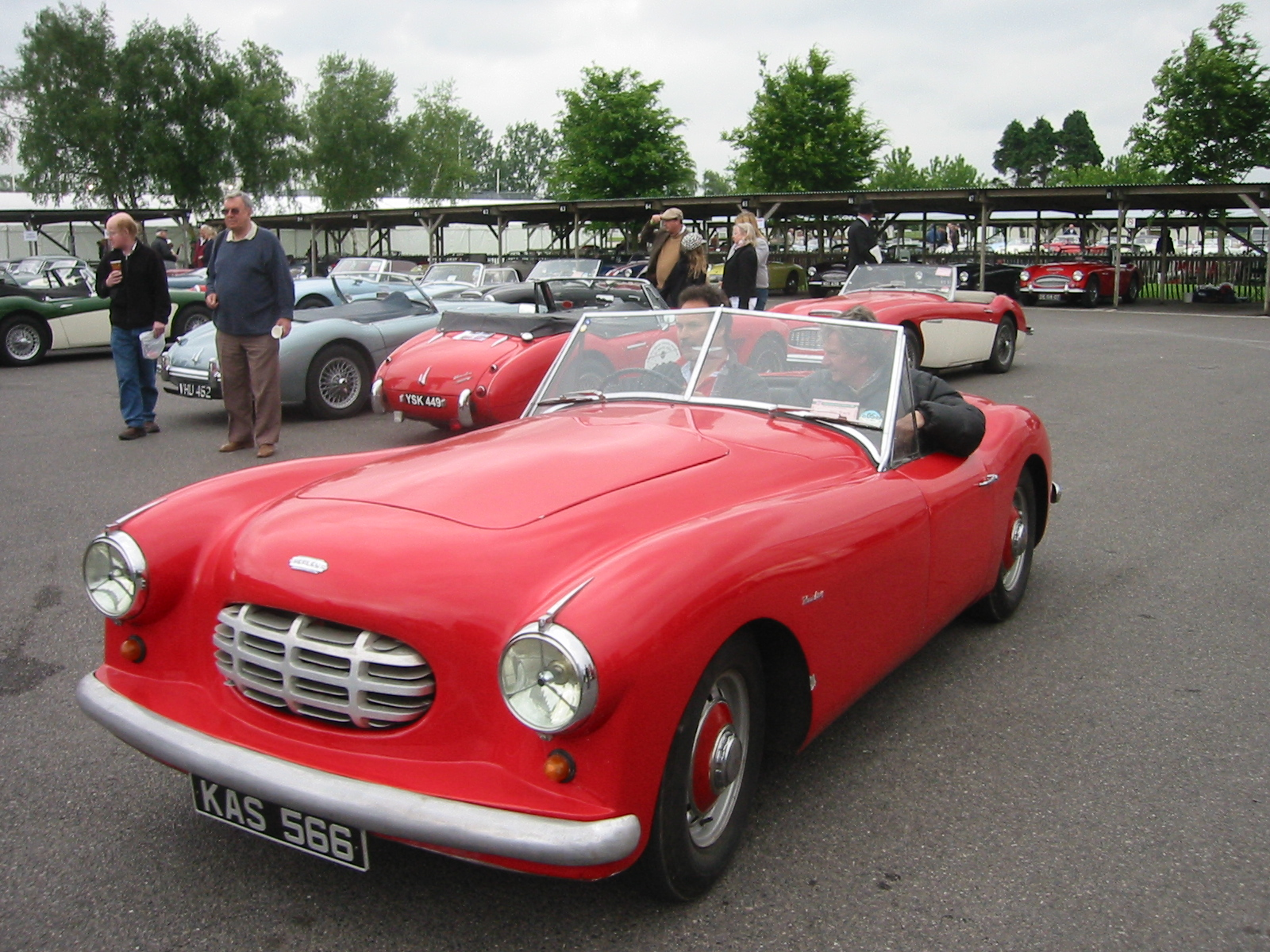
Type G (roadster, bloc Alvis 3L)

## Austin-Healey

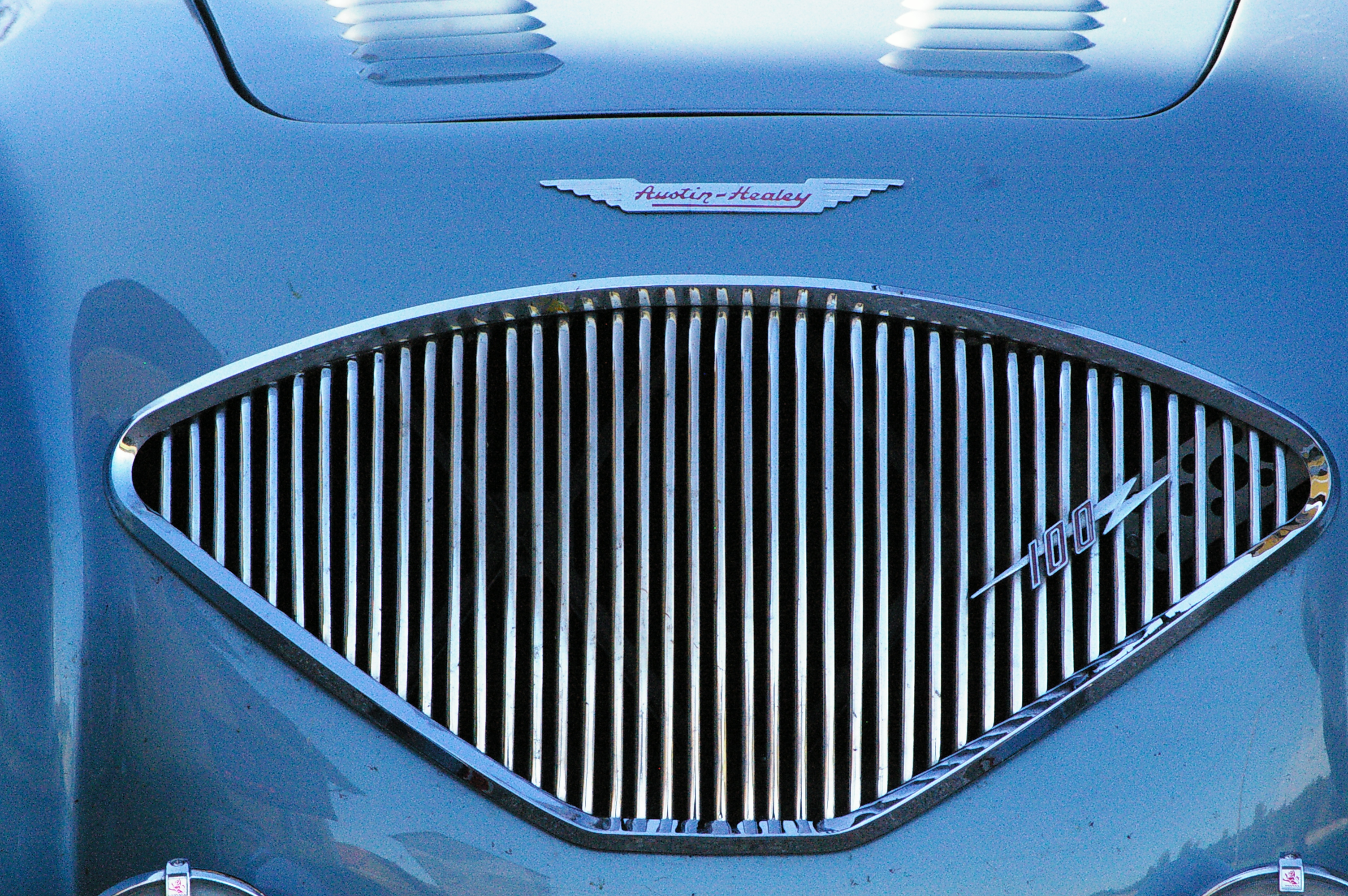
L'Austin-Healey 100 arbore une calandre dans le style emblématique de Healey.

Healey estima que l'avenir de la société passait par le développement d'une sportive financièrement plus abordable, donc vendue à plus large échelle, et positionnée entre les modèles de MG et de Jaguar, qui se vendaient bien aux États-Unis. Aidé de son fils aîné Geoffrey et installés dans le grenier de la maison familiale, Healey conçu un roadster 2 places empruntant de nombreux composants bon marché de la marque Austin. Le prototype exposé au salon Earls Court Motor Show de 1952 impressionna le patron d'Austin, Sir Leonard Lord, il proposa alors de d'en lancer la construction dans ses propres usines, sous le nom Austin-Healey, ce qui donna naissance à la Austin-Healey 100.
En 1953, une coentreprise est créée, donnant naissance à British Motor Corporation, qui prit en charge la fabrication des Austin-Healey. Le modèle 100 reçut des évolutions donnant finalement le très apprécié et très convoité par les collectionneurs modèle 3 litres Austin-Healey 3000, suivi du roadster bas prix Sprite de 950 cm3, affectueusement surnommé « frog-eye » (yeux de grenouille) (et aussi « Bugeye » aux  États-Unis).
Dans un article sur la 3000 publié après la mort de Donald Healey, The Times écrit : « Cette grande Healey, à la suspension ferme et à la direction lourde, et au moteur si proche du conducteur qu'il pourrait lui rôtir les pieds, a su garder de magnifiques proportions, classiques et intemporelles » (« The big Healey's brutally firm ride, heavy steering and engine so close it would roast a driver's feet never detracted from the superb, timeless styling and classic proportions »).

## Jensen-Healey
Donald Healey prit la direction de Jensen Motors à la fin des années 1960 et il en résultat en 1972 le cabriolet sport Jensen-Healey (en) à motorisation Lotus.

## Cession
Donald Healey Motor Company fut finalement cédée à Hamblin Group, à l'exception des divisions chargées du conseil (Healey Automobile Consultants) et de l'ingénierie, restées sous le contrôle de Geoffrey et Donald Healey.